# P Cygni
P Cygni ist ein Leuchtkräftiger Blauer Veränderlicher (LBV) im Sternbild Schwan (Cygnus).

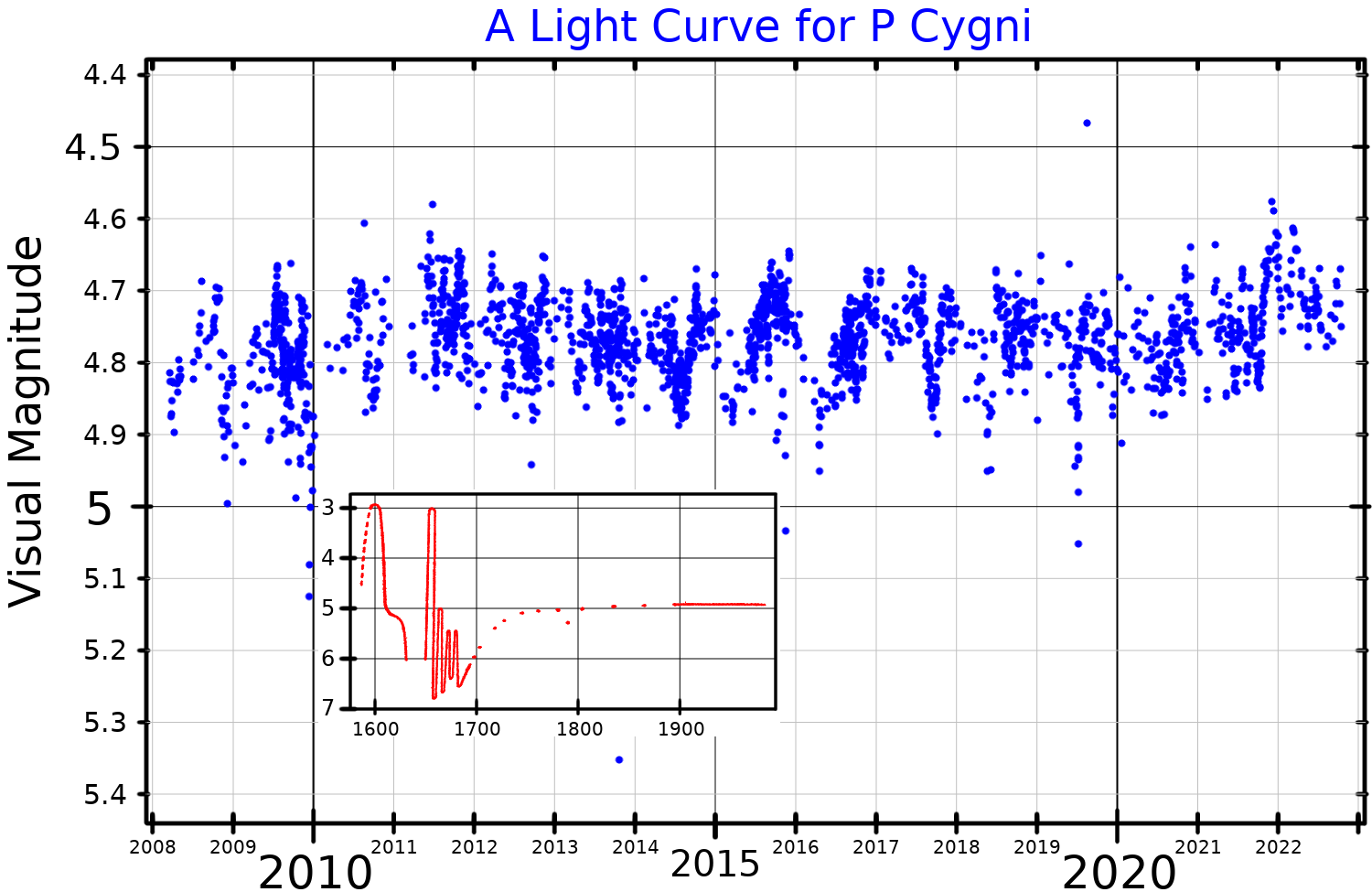
Lichtkurve von P Cygni

Bis zum 17. Jahrhundert war er unbekannt. P Cygni wurde erstmals am 18. August 1600 von Willem Blaeu, einem niederländischen Astronomen, Mathematiker und Kartografen beobachtet. Sechs Jahre lang ist der Stern dann immer dunkler geworden, bis man ihn 1626 mit bloßem Auge nicht mehr beobachten konnte. Von 1655 bis 1662 war er wieder sichtbar. Bis 1715 schwankte die Helligkeit von P Cygni immer wieder. Im Laufe der Zeit gewann er seine heutige Helligkeit von 4,8 mag ± 0,5. P Cygni ist ein ca. 1,61 ± 0,18 kpc (5251 ± 587 Lichtjahre) von der Erde entfernter Hyperriese vom Spektraltyp B2 Ia. Er ist einer der hellsten Sterne unserer Milchstraße. Die Bestimmung der genauen Entfernung ist schwierig, da seine Parallaxe nur 0,52 tausendstel Bogensekunden (Hipparcos-Messung) beträgt.
Aufgrund seiner sprunghaften Helligkeitsschwankungen wurde P Cygni auch oft als „permanente Nova“ bezeichnet, wobei sein tatsächliches Verhalten aber nicht mit dem Verhalten einer echten Nova übereinstimmt.
Leuchtkräftige blaue Veränderliche wie P Cygni sind sehr selten und besitzen nur eine kurze Lebensdauer. Man findet sie auch nur in Teilen von Galaxien, in denen intensive Sternentstehungsprozesse geschehen. Durch ihre Masse (ca. 50 Sonnenmassen) und die intensive  Energieabgabe (zehntausende Male heller als die Sonne) ist der Kernbrennstoff der LBV sehr schnell erschöpft. Nach wenigen Millionen Jahren endet das Leben dieser Sterne in einer Supernova. Die Supernova SN 2006gy war wahrscheinlich das Ende eines LBV-Sterns ähnlich P Cygni.
Nach diesem Stern ist das P-Cygni-Profil von Spektrallinien benannt.